# VR Vv16
Die Baureihe Vv16 sind mittelschwere Diesellokomotiven mit Stangenantrieb, die von 1962 bis 2008 von den Finnischen Staatsbahnen VR eingesetzt wurden. Lokomo und Valmet stellten 1962 und 1963 insgesamt 28 Lokomotiven her.
Äußerlich entsprechen die Lokomotiven fast der Baureihe Vv15, jedoch wurde die Leistung der Dv16 durch einen Ladeluftkühler und die Höchstgeschwindigkeit durch einen größeren Raddurchmesser gesteigert.

## Geschichte
Die Vv16 waren für Verschiebearbeiten in großen Rangierbahnhöfen bestimmt, aber durch die erhöhte Höchstgeschwindigkeit auch für den Güter- und Reisezugverkehr geeignet. Sie waren ihren Vorgängern Vv15 und Vr11 technisch und äußerlich ähnlich. Bei den Lokomotiven sind alle Kuppelradsätze mit Kuppelstangen verbunden. Der Antrieb erfolgt mit einer mit dem Motor verbundenen Blindwelle über diese Kuppelstangen. Dadurch waren die Lokomotiven für den Rangierbetrieb gut geeignet, da durch den Verbund das Durchrutschen einzelner Räder vermieden wurde.

## Technik
Die vierachsigen Lokomotiven besaßen einen starren Rahmen und ein Mittelführerhaus.
Sie waren mit dem von Tampella in Lizenz hergestellten Viertakt-Achtzylinder MAN W8V22/30 A.m.A. Reihendieselmotor ausgestattet. Die Zylinderbohrung betrug 220 und der Kolbenhub 300 Millimeter, sodass der Hubraum des Motors 91 Liter betrug. Er besaß einen Brown Boveri VTR 250 Kompressor. Als Hilfsdieselmotor kam ein wassergekühlter Dreizylinder-Viertakt-Wirbelkammermotor Perkins P3-NT8 mit 2,36 Liter Hubraum und einer Leistung von rund 18 Kilowatt zum Einsatz.
Es wurde ein hydraulisches Strömungsgetriebe L 217 U von Voith verwendet. Die Steuerung erfolgt pneumatisch.
Aus Sicht der Umwelt war die Dv16 in Bezug auf die Bremsgeräusche und Rauchentwicklung besser als Dv12. Im Führerstand der Dv16 war es sehr laut. Das unter dem Führerstand angeordnete Getriebe ließ die Temperatur darüber sehr hoch werden, insbesondere im Sommer. Deshalb war es üblich, die Haube offen zu halten, um die Kühlung zu verbessern.

## VR Dv16
Am 1. Januar 1976 erfolgte eine Änderung des finnischen Baureihensystems. Im Zuge dieser Umstellung änderte sich die Baureihenbezeichnung in Dv16.

## Einsätze und Ausmusterungen
Anfang der 2000er Jahre waren Lokomotiven unter anderem in Tampere, Turku, Oulu, Jyväskylä, Pori, Kuopio und Iisalmi im Einsatz. Mit der Abstellung der Baureihe Dv15 wurden die Dv16-Lokomotiven größtenteils von diesen Standorten nach Helsinki und nach Kouvola verlegt.
In den letzten Jahren wurden die Lokomotiven hauptsächlich für Bereitschafts- und Dispositionsaufgaben eingesetzt und waren kaum mehr im Streckendienst zu finden. Zu dieser Zeit war die Lebensdauer der Lokomotiven bereits überschritten und Ersatzteile waren nicht mehr verfügbar, sodass die Wartung schwierig war. Der Ausbau der Elektrifizierung der nordfinnischen Strecken machte Dv12-Lokomotiven für andere Verwendungen frei, sodass eine Abstellung der Dv16-Lokomotiven erwogen wurde.
Die Abstellung der Baureihe Dv16 begann im Herbst 2004. Danach wurden keine größeren Reparaturen mehr vorgenommen und die defekten Einheiten ausgesondert. Dv16 2037 wurde im Juni 2005 in Helsinki außer Dienst gestellt. Dv16 2019 und 2022 wurden im März 2006 und Dv16 2021 Ende Juni 2006 aufgrund von Kuppelstangenlager- und Motorschäden abgestellt. Dv16 2013, 2014, 2017, 2029, 2032 und 2035 wurden 2006 ausgemustert. Im Juli 2006 wurde Dv16 2030 vom Depot Tampere zum Depot Helsinki verlegt.
Die ersten sechs ausgemusterte Lokomotiven 2013, 2014, 2017, 2029, 2032 und 2035 wurden von Oktober bis November 2005 in der Werkstatt Hyvinkää verschrottet. Die Dv 16 2019 wurde ebenfalls ausgemustert, Dv16 2037 folgte im November 2005 sowie 2028 und 2040 im Dezember. Somit waren bei VR im Oktober 2005 noch 19 Dv16-Lokomotiven im Einsatz. Im Oktober 2005 erfolgten Umbeheimatungen: Dv16 2022 von Turku nach Helsinki sowie 2030 und 2031 von Turku nach Tampere. Verschrottet wurden Dv16 2028, 2037 und 2040.
Dv16 2021 aus Helsinki und Dv16 2039 aus Kouvola wurden im Oktober 2006 abgestellt, Dv16 2033 folgte am 8. November 2006 wegen Verschleiß der Radreifen, ebenso wurde Dv16 2033 im November abgestellt.
Dv16 2036 aus Kouvola wurde im August 2007 ebenfalls wegen Radreifenverschleiß abgestellt. Die Lokomotive war zuletzt in Kotka im Einsatz, das sie am 27. August 2007 aus eigener Kraft verließ. Zu diesem Zeitpunkt waren buchmäßig zehn Lokomotiven einsatzfähig vorhanden: Helsinki: Dv16 2020, 2024, 2025, 2026, 2027, 2030 und 2031 sowie Kouvola: Dv 16 2015, 2016 und 2034. In Helsinki endete der Einsatz am 31. Dezember 2007, als die ersten Dv12 als Ersatz eintrafen. An diesem Tag verkehrten Dv16 2024, 2025, 2026 und 2031. Aufgrund des Mangels an Dv12-Lokomotiven wurde der Einsatz jedoch kurzfristig bis in den Januar 2008 verlängert und endete am 3. Januar 2008 abrupt. Die an diesem Tag eingesetzten Lokomotiven 2026 und 2031 wurden im Schichtwechsel außer Betrieb genommen. Die 2026 wurde jedoch weiter fallweise eingesetzt und erst am 7. Januar 2008 abgestellt.
Die letzten Einsätze der Dv16 2105 durch VR waren am 27. Dezember 2007 in Hamina und der Dv16 2016 am 21. Dezember 2007 in Kouvola. Von Kouvola wurde Dv16 2016 am 15. Januar 2008 nach Hyvinkää gebracht, um dort auf die Verschrottung zu warten. Dv16 2015 war weiterhin als Mietlok für Papierfabriken in der Umgebung, hauptsächlich in Kuusankoski, reserviert. Wenn sie benötigt wurde. wurde sie zu den entsprechenden Einsatzorten geschleppt, da sie nicht mehr mit eigener Kraft über die Staatsbahngleise fahren durfte.
Der letzte Einsatztag der Dv16 2020 in Helsinki war am 19. Dezember 2007 als Bereitschaftslokomotive. Sie wurde wegen Ausfall der Batterien außer Betrieb genommen.
Dv16 2034 wurde Ende Oktober in Hamina wegen abgefahrener Radreifen außer Dienst gestellt. Ihre letzte Dienstschicht absolvierte sie am 25. Oktober 2007. Die Dv16 2019, 2021, 2022, 2028, 2039 und 2040 wurden im November in der Werkstatt Hyvinkää verschrottet. 2018, 2034 und 2036 warteten noch auf die Verschrottung.
Die letzte von VR-Yhtymä eingesetzte Lokomotive war die Dv16 2026, die am 8. Januar 2008 in Pasila letztmals im Einsatz war. Alle sieben Lokomotiven des Betriebswerkes Ilmala wurden am 16. Januar 2008 nach Hyvinkää gebracht.
Dv16 2015 wurde ab dem frühen Abend des 20. März 2008 von Kouvola nach Inkeroinen gefahren, um die Stora Enso-Move66 Nr. 13 zu ersetzen, die dort am selben Tag wegen einer gebrochenen Achse entgleist war. Sie war ab dem 30. März 2008 Ersatzlokomotive für die Papierfabrik Kymenlaakso und wurde am 29. August 2008 von Kouvola nach Riihimäki und weiter nach Hyvinkää zur Verschrottung geschleppt. Die Lokomotive war die letzte Dv16 in den Büchern von VR.
Anfang 2011 wurden die ausgemusterten Dv16 2015, 2016, 2018, 2020, 2024, 2025, 2027, 2030, 2031, 2034 und 2036 verschrottet, Ende 2013 folgten noch Dv16 2023, 2033 und 2037.

## Erhaltene Lokomotiven
Dv16 2026 wurde dem Suomen Rautatiemuseo übergeben und Dv16 2038 erhielt das Eisenbahnmuseum in Haapamäki.